# Kotapounga
Kotapounga är ett arrondissement i kommunen Natitingou i Benin. Den hade 12 865 invånare år 2002.